# Грозовой перевал (телесериал, 1956)
«Грозово́й перева́л» (итал. Cime tempestose) — чёрно-белая итальянская экранизация романа Эмили Бронте «Грозовой перевал», осуществлённая в 1956 году.

## Сюжет
Возлюбленные Кэтрин и Хитклифф разлучены волей обстоятельств. Проходят годы и озлобленный молодой человек возвращается в родные места. Он видит любимую в качестве супруги ненавистного соседа Эдгара. Оскорблённый, он начинает мстить семейству Эрншо и Линтонов, а после кончины врагов продолжать измываться над их детьми.

## Актёрский состав
| В ролях            |  | Персонаж        |
| ------------------ |  | --------------- |
| Луиджи Павезе      |  | мистер Локвуд   |
| Альберто Бонуччи   |  | Хиндли Эрншо    |
| Массимо Джиротти   |  | Хитклифф        |
| Анна-Мария Ферреро |  | Кэтрин Эрншо    |
| Маргерита Баньи    |  | Нелли Дин       |
| Эдоардо Тониоло    |  | Джозеф          |
| Джанкарло Сбрагиа  |  | Эдгар Линтон    |
| Ирена Гальтер      |  | Изабелла Линтон |